# Життя (фільм, 2015)
«Життя» (англ. Life) — міжнародно-спродюсований біографічно-драматичний фільм, знятий Антоном Корбейном. Світова прем'єра стрічки відбулась 9 лютого 2015 року на Берлінському міжнародному кінофестивалі, а в Україні — 14 квітня 2016 року. Фільм розповідає про фотографа журналу Life, якому дають завдання сфотографувати актора Джеймса Діна.

## У ролях
- Роберт Паттінсон — Денніс Сток
- Дейн ДеГаан — Джеймс Дін
- Бен Кінгслі — Джек Л. Ворнер
- Джоел Едгертон — Джон Дж. Морріс
- Алессандра Мастронарді — П'єр Анджелі
- Крістен Гаґер — Вероніка
- Майкл Терріо — Еліа Казан
- Келлі МакКрірі — Ерта Кітт
- Єва Фішер — Джуді Ґарленд
- Лорен Галлахер — Наталі Вуд
- Крістіан Бруун — Роджер Лав
- Лорен Галлахер — Джулі Гарріс
- Ніколас Райс — Лі Страсберг